# Primeiro Império Búlgaro
```
   |-
       |
Erro:
:  
valor não especificado para "
nome_comum
"
```

O Primeiro Império Búlgaro (em antigo eslavo eclesiástico: Блъгарьско Цѣсарьствиѥ, rom. Blgaŕsko Cäsaŕstvije) foi um estado protobúlgaro-eslavo medieval que existiu no Bálcãs entre os séculos VII e XI. Foi fundado em 680 ou 681 depois que parte dos protobúlgaros liderados por Asparuque se moveram para o sul para o nordeste dos Bálcãs. Lá, eles garantiram o reconhecimento bizantino de seu direito de se estabelecer ao sul do Danúbio, derrotando — possivelmente com a ajuda de tribos eslavas meridionais locais — o exército bizantino liderado por Constantino IV. No auge de seu poder, a Bulgária se espalhou da Curva do Danúbio até o Mar Negro e do rio Dniepre até o Mar Adriático e se tornou uma grande potência medieval europeia nos séculos IX e X, juntamente com os impérios bizantino e franco. Tornou-se um centro cultural e espiritual do sul da Europa eslava durante a maior parte da Idade Média.
À medida que o Estado solidificou sua posição nos Bálcãs, entrou em uma interação de séculos, às vezes amigável e às vezes hostil, com o Império Bizantino. A Bulgária emergiu como o principal antagonista do Império Bizantino ao norte, resultando em várias guerras. As duas potências também tiveram períodos de paz e aliança, principalmente durante o Segundo Cerco Árabe de Constantinopla, onde o exército búlgaro rompeu o cerco e destruiu o exército árabe, impedindo assim uma invasão árabe do sudeste da Europa. O Império Bizantino teve uma forte influência cultural na Bulgária, o que também levou à adoção do cristianismo em 864. Após a desintegração do Grão-Canato Ávaro, o país expandiu seu território para noroeste até a planície da Panônia. Mais tarde, os búlgaros enfrentaram o avanço dos pechenegues e cumanos e alcançaram uma vitória decisiva sobre os magiares, forçando-os a estabelecer-se permanentemente na Panônia.
Durante o final do século IX e início do X, Simeão I conseguiu uma série de vitórias sobre os bizantinos. Depois disso, ele foi reconhecido com o título de imperador, e começou a expandir o estado em sua maior extensão. Após a aniquilação do exército bizantino na Batalha de Anquíalo em 917, os búlgaros sitiaram Constantinopla em 923 e 924. Os bizantinos, no entanto, eventualmente se recuperaram e, em 1014, sob o comando de Basílio II, infligiram uma derrota esmagadora aos búlgaros na Batalha de Clídio. Em 1018, as últimas fortalezas búlgaras se renderam ao Império Bizantino, e o Primeiro Império Búlgaro deixou de existir. Foi sucedido pelo Segundo Império Búlgaro em 1185.
Após a adoção do cristianismo, a Bulgária tornou-se o centro cultural da Europa eslava. Sua posição cultural de liderança foi ainda mais consolidada com a adoção do alfabeto glagolítico, a invenção do alfabeto cirílico primitivo pouco depois na capital Preslava, e a literatura produzida no búlgaro antigo logo começou a se espalhar para o norte. O búlgaro antigo tornou-se a língua franca de grande parte da Europa Oriental e passou a ser conhecido como eslavônico da Igreja Antiga. Em 927, o patriarcado búlgaro totalmente independente foi oficialmente reconhecido.
Os búlgaros e outras tribos não eslavas no império gradualmente misturaram-se e adotaram a língua eslava predominante, formando gradualmente a nação búlgara do século VII ao século Ix Desde o final do século IX, os nomes búlgaros e búlgaros ganharam prevalência e se tornaram designações permanentes para a população local, tanto na literatura quanto na linguagem comum. O desenvolvimento da alfabetização eslava da Antiga Igreja teve o efeito de impedir a assimilação dos eslavos meridionais em culturas vizinhas, enquanto estimulava a formação de uma identidade búlgara distinta.

## Nomenclatura
O Primeiro Império Búlgaro tornou-se conhecido simplesmente como Bulgária desde o seu reconhecimento pelo Império Bizantino em 681. Alguns historiadores usam os termos "Bulgária do Danúbio", "Primeiro Estado Búlgaro", ou "Primeiro Tsarado Búlgaro", do títilo de Tsar, da autocracia russa.
Entre 681 e 864, o país também é chamado pelos historiadores modernos como o Canato búlgaro, ou o Grão-Canato Búlgaro, do título turco de grão-cã suportado por seus governantes. É frequentemente especificado como o Canato Búlgaro do Danúbio, ou Canato Bulgar do Danúbio, a fim de diferenciá-lo da Bulgária do Volga, que emergiu de outro grupo búlgaro.
A partir da evangelização do país em 864 e da assunção do título imperial por seus governantes em 917/927, o país também é conhecido como o Principado da Bulgária.

## Antecedentes

### Os Balcãs durante o período de migração inicial
Partes da Península oriental dos Balcãs estavam na antiguidade habitada pelos trácios que eram um grupo de tribos indo-européias. Toda a região tão ao norte quanto o rio Danúbio foi gradualmente incorporada ao Império Romano pelo século I. O declínio do Império Romano após o século III e as contínuas invasões de godos e hunos deixaram grande parte da região devastada, despovoada e em declínio econômico até o século V. A metade oriental sobrevivente do Império Romano, chamada por historiadores posteriores do Império Bizantino, não poderia exercer controle efetivo nesses territórios além das áreas costeiras e certas cidades do interior. No entanto, nunca abriu mão da reivindicação de toda a região até o Danúbio. Uma série de reformas administrativas, legislativas, militares e econômicas melhorou um pouco a situação, mas apesar dessas reformas, a desordem continuou em grande parte dos Balcãs. O reinado do imperador Justiniano I viu a recuperação temporária do controle e reconstrução de uma série de fortalezas, mas após sua morte o império foi incapaz de enfrentar a ameaça dos eslavos devido à significativa redução da receita e da mão-de-obra escrava europeia.

### Migrações eslavas para os Balcãs
Os eslavos, de origem indo-europeia, foram mencionados pela primeira vez em fontes escritas para habitar os territórios ao norte do Danúbio no século V, mas a maioria dos historiadores concordam que eles haviam chegado muito antes. O grupo de eslavos que ficou conhecido como os "Eslavos meridionais" foi dividido em Antas e Esclavenos que falavam a mesma língua. As incursões eslavas nos Balcãs aumentaram durante a segunda metade do reinado de Justiniano I e enquanto estes estavam inicialmente saqueando ataques, Assentamento em larga escala começou nas 570 e 580. Essa migração está associada à chegada dos Ávaros que se estabeleceram nas planícies da Panônia entre os rios Danúbio e Tisza na década de 560 subjugando várias tribos búlgaras e eslavas no processo.
Consumidos em guerras amargas com o Império Sassânida no leste, os bizantinos eram pobres demais para enfrentar os eslavos. Os eslavos vieram em grande número e a falta de organização política tornou muito difícil detê-los pelo simples motivo de não haver um líder político para derrotá-los em batalha e, assim, forçou a sua retirada. À medida que as guerras com a Pérsia persistiam, as 610 e 620 viram uma nova e ainda maior onda migratória com os eslavos penetrando mais ao sul nos Balcãs, atingindo Tessália, Trácia e Peloponeso e invadindo algumas ilhas no Mar Egeu. Os bizantinos retiveram em Salonica e várias cidades costeiras, mas além dessas áreas a autoridade imperial nos Balcãs desaparecerem.

### Os Protobúgaros
Os protobúlgaros eram tribos guerreiras semi-nômades originárias da Ásia Central cuja origem étnica exata é controversa. Eles falavam uma forma de língua turca e durante sua migração para o oeste eles absorveram outros grupos étnicos e influências culturais, incluindo hunicos, iranianos e indo-europeus. Os protobúlgaros incluíam as tribos de onogures, Utigures e Cutrigures, e outros.
A primeira menção clara dos protobúlgaros em fontes escritas data do ano de 480, quando eles serviram como aliados do imperador bizantino Zenão, contra os ostrogodos embora uma referência obscura a Ziezi ex quo Vulgares, com Ziezi sendo uma prole de Sem bíblico, filho de Noé, está na Cronografia de 354. Na década de 490, os cutrigures haviam se migrado para oeste do Mar Negro, enquanto os [[utigures habitavam as estepes a leste deles. Na primeira metade do século VI, os protobúlgaros ocasionalmente invadiram o Império Bizantino, mas na segunda metade do século os cutrigures foram subjugados pelo Grão-Canato Avar e os utilígos ficaram sob o domínio do Grão-Canato Turco Ocidental.
À medida que o poder dos turcos ocidentais desapareceram nos anos 600, os Ávaros reafirmaram seu domínio sobre os protobúlgaros. Entre 630 e 635 cã Cubrato do clã Dulo conseguiu unir as principais tribos protobúlgaros e declarar independência dos Ávaros, criando uma poderosa confederação chamada modernamente de Antiga Grande Bulgária, também conhecida como "Pátria Onogúria", entre o Mar Negro, o Mar de Azov e o Cáucaso. Cubrato, que foi batizado em Constantinopla em 619, concluiu uma aliança com o imperador bizantino Heráclio e os dois países permaneceram em boas relações até a morte de Cubrato entre 650 e 663. Cubrato lutou com os cazares no leste, mas após sua morte a Antiga Grande Bulgária se desintegrou sob forte pressão de Cazares em 668 e seus cinco filhos se separaram de seus seguidores. O mais velho Bezmer permaneceu em sua terra natal como sucessor de Cubrato e eventualmente se tornou um vassalo cazar. O segundo irmão Cotrague migrou para a região do Volga médio e fundou a Volga Bulgária. O terceiro irmão Asparuque levou seu povo para oeste para o baixo Danúbio. O quarto, Cuber, inicialmente se estabeleceu na Panônia sob azazerainidade de Avar, mas se revoltou e mudou-se para a região da Macedônia, enquanto o quinto irmão Alceque se estabeleceu no centro da Itália.

## História

### Estabelecimento e consolidação
Os protobúlgaros de Asparuque moveram-se para oeste para o que é agora a Bessarábia, dominaram os territórios ao norte do Danúbio na Valáquia moderna, e estabeleceram-se no Delta do Danúbio. [51] Na década de 670 eles cruzaram o Danúbio para a Cítia Menor, nominalmente uma província bizantina, cujas pastagens e pastagens eram importantes para os grandes estoques de rebanhos dos protobúlgaros, além das pastagens a oeste do rio Dniester já sob seu controle. Em 680, o imperador bizantino Constantino IV, tendo recentemente derrotado os árabes invasores, liderou uma expedição à frente de um enorme exército e frota para expulsar os protobúlgaros, mas sofreu uma derrota desastrosa nas mãos de Asparuque em Onglos, uma região pantanosa dentro ou ao redor do Delta do Danúbio onde os protobúlgaros haviam estabelecido um campo fortificado. Os búlgaros avançaram para o sul, cruzaram as Montanhas dos Balcãs e invadiram a Trácia. Em 681, os bizantinos foram obrigados a assinar um tratado de paz humilhante, forçando-os a reconhecer a Bulgária como um Estado soberano, ceder os territórios ao norte das Montanhas dos Balcãs e prestar um tributo anual. Em sua crônica universal, o autor europeu ocidental Sigeberto de Gembloux observou que o Estado búlgaro foi estabelecido em 680. Este foi o primeiro estado que o império reconheceu nos Balcãs e a primeira vez que entregou legalmente reivindicações a parte de seus domínios dos Balcãs. O cronista bizantino Teófanes, a Confessora, escreveu sobre o tratado:
As relações entre os protobúlgaros e os eslavos locais são uma questão de debate dependendo da interpretação das fontes bizantinas. Vasil Zlatarski afirma que eles concluíram um tratado mas a maioria dos historiadores concordam que eles foram subjugados. Os búlgaros eram superiores organizacionalmente e militarmente e passaram a dominar politicamente o novo Estado, mas houve cooperação entre eles e os eslavos para a proteção do país. Os eslavos foram autorizados a manter seus chefes, a respeitar seus costumes e, em troca, eles deveriam prestar tributo em espécie e fornecer soldados para o exército. As sete tribos eslavas foram realocadas para o oeste para proteger a fronteira com o Grão-Canato Avar, enquanto os Severos foram reassentados nas Montanhas Bálcãs orientais para guardar as passagens para o Império Bizantino. O número de búlgaros de Asparuque é difícil de estimar. Vasil Zlatarski e John Van Antuérpia Fine Jr. sugerem que eles não eram particularmente numerosos, numerando cerca de 10.000, enquanto Steven Runciman considera que a tribo deve ter sido de dimensões consideráveis. Os búlgaros se estabeleceram principalmente no nordeste, estabelecendo a capital em Plisca, que foi inicialmente um acampamento colossal de 23 quilômetros quadrados protegido com muralhas de barro.
A nordeste a guerra com os cazares persistiu e em 700 cã Asparuque pereceu em batalha com eles. Apesar desse revés, a consolidação do país continuou sob o sucessor de Asparuque, cã Tervel. Em 705 ele ajudou o imperador bizantino deposto Justiniano II a recuperar seu trono em troca da região de Zagore, no norte da Trácia, a primeira expansão da Bulgária ao sul das montanhas dos Balcãs. Além disso, Tervel obteve o título de Caesar e, tendo sido entronizado ao lado do Imperador, recebeu a obesidade da cidadania de Constantinopla e inúmeros presentes. No entanto, três anos depois, Justiniano tentou recuperar o território cedido à força, mas seu exército foi derrotado em Anquíalo. Escaramuças continuou até 716, quando cã Tervel assinou um importante acordo com Bizâncio que definiu as fronteiras e o tributo bizantino, regulamentou as relações comerciais e providenciou a troca de prisioneiros e fugitivos. Quando os árabes sitiaram Constantinopla em 717-718 Tervel enviou seu exército para ajudar a cidade sitiada. Na batalha decisiva diante dos muros de Constantinopla, os búlgaros massacraram entre 22.000 e 30.000 árabes forçando-os a abandonar o empreendimento. A maioria dos historiadores atribui principalmente a vitória bizantina-búlgara com a interrupção das ofensivas árabes contra a Europa.

### Instabilidade interna e luta pela sobrevivência
Com a morte de cã Sevar, o clã Dulo governante morreu e o Canato caiu em uma longa crise política durante a qual o jovem país estava à beira da destruição. Em apenas quinze anos sete cãs reinaram, e todos eles foram assassinados. As únicas fontes sobreviventes deste período são bizantinas e apresentam apenas o ponto de vista bizantino da turbulência política que se seguiu na Bulgária. Eles descrevem duas facções lutando pelo poder – uma que buscava relações pacíficas com o Império, que era dominante até 755, e uma que favoreça a guerra. Essas fontes apresentam as relações com o Império Bizantino como a principal questão nesta luta interna e não mencionam as outras razões, que poderiam ter sido mais importantes para a elite búlgara. É provável que a relação entre os búlgaros politicamente dominantes e os mais numerosos eslavos foi a principal questão por trás da luta, mas não há evidências sobre os objetivos das facções rivais. Zlatarski especula que a antiga aristocracia militar bulgar estava inclinada para a guerra, enquanto outros búlgaros apoiados pela maioria dos eslavos estavam inclinados para a paz com Bizâncio.
A instabilidade interna foi usada pelo "soldado Imperador" Constantino V Coprônimo, que lançou nove grandes campanhas com o objetivo de eliminar a Bulgária. Tendo contido a ameaça árabe durante a primeira parte de seu reinado, Constantino V foi capaz de concentrar suas forças na Bulgária após 755. Ele derrotou os búlgaros em Marcelas em 756, Anquíalo em 763 e Berzitia em 774, mas perdeu a Batalha do Passo de Risqui em 759, além de centenas de navios perdidos para tempestades no Mar Negro. Os sucessos militares bizantinos agravaram ainda mais a crise na Bulgária, mas também reuniram muitas facções diferentes para resistir aos bizantinos, como mostrado no conselho de 766, quando a nobreza e o "povo armado" denunciaram cã Sabin com as palavras "Graças a vocês, os romanos escravizarão a Bulgária!". Em 774 cã Telerig enganou Constantino V para revelar seus espiões na corte búlgara em Plisca e mandou todos eles executados. No ano seguinte, Constantino V morreu durante uma campanha retaliatória contra a Bulgária. Apesar de ser capaz de derrotar os búlgaros várias vezes, os bizantinos não foram capazes nem de conquistar a Bulgária, nem de impor sua suzerainidade e uma paz duradoura, que é um testemunho da resiliência, habilidades de luta e coerência ideológica do Estado búlgaro. A devastação trazida ao país pelas nove campanhas de Constantino V reuniu firmemente os eslavos atrás dos búlgaros e aumentou consideravelmente a antipatia dos bizantinos, transformando a Bulgária em um vizinho hostil. As hostilidades continuaram até 792, quando cã Cardamo obteve uma importante vitória na batalha de Marcellae, forçando os bizantinos mais uma vez a prestar homenagem aos cãs. Como resultado da vitória, a crise foi finalmente superada, e a Bulgária entrou no novo século estável, mais forte e consolidado.

### Expansão territorial
Durante o reinado de Crum a Bulgária dobrou de tamanho e expandiu-se para o sul, oeste e norte, ocupando as vastas terras ao longo do Danúbio médio e da Transilvânia, tornando-se grande potência medieval europeia durante os séculos IX e XX, juntamente com os Impérios Bizantino e Franco. Entre 804 e 806, os exércitos búlgaros eliminaram completamente o Grão-Canato Avar, que havia sofrido um duro golpe dos francos em 796, e uma fronteira com o Império Franco foi estabelecida ao longo do Danúbio médio ou Tisza. Motivados pelos movimentos bizantinos para consolidar seu domínio sobre os eslavos na Macedônia e no norte da Grécia e em resposta a um ataque bizantino contra o país, os búlgaros enfrentaram o Império Bizantino. Em 808 eles invadiram o vale do rio Struma, derrotando um exército bizantino, e em 809 capturaram a importante cidade de Sérdica (atual Sófia). Em 811 o Imperador Bizantino Nicéforo lançou uma ofensiva maciça contra a Bulgária, apreendendo, saqueando e incendiando a capital Plisca, mas no caminho de volta o exército bizantino foi decisivamente derrotado na batalha do Passe varbitsa. Nicephorus I foi morto junto com a maioria de suas tropas, e seu crânio foi forrado com prata e usado como um copo de bebida. Crum tomou a iniciativa e em 812 moveu a guerra em direção à Trácia, capturando o principal porto do Mar Negro da Messembria e derrotando os bizantinos mais uma vez em Versinica em 813 antes de propor um generoso acordo de paz. No entanto, durante as negociações, os bizantinos tentaram assassinar Crum. Em resposta, os búlgaros saqueou a Trácia Oriental e tomaram a importante cidade de Adrianópolis, reassentando seus 10.000 habitantes na "Bulgária através do Danúbio". Crum fez extensos preparativos para capturar Constantinopla: 5.000 vagões banhados a ferro foram construídos para transportar o equipamento de cerco; os bizantinos até implorou por ajuda do imperador franco Luís, o Piedoso. Devido à morte súbita de Crum em 14 de abril de 814, no entanto, a campanha nunca foi lançada. [92] cã Crum implementou reformas legais e emitiu o primeiro código de lei escrito conhecido da Bulgária que estabeleceu regras de igualdade para todos vivem dentro das fronteiras do país, com a intenção de reduzir a pobreza e fortalecer os laços sociais em seu estado amplamente ampliado.
O sucessor de Crum, cã Omurtague, concluiu um tratado de paz de 30 anos com os bizantinos, permitindo assim que ambos os países restaurassem suas economias e finanças após os sangrentos conflitos na primeira década do século, estabelecendo a fronteira ao longo da trincheira Erquésia entre Debeltos no Mar Negro e o vale do rio Maritsa em Calugerovo. A oeste, os búlgaros estavam no controle de Belgrado na década de 820, as fronteiras noroeste com o Império Carolíngio foram firmemente estabelecidas ao longo do Danúbio médio por 827. Ao nordeste de Omurtague lutou contra os Cazares ao longo do rio Dnieper, que era o limite mais oriental da Bulgária. Extenso edifício foi realizado na capital Plisca, incluindo a construção de um magnífico palácio, templos pagãos, residência do governante, fortaleza, cidadela, água-principal e banho, principalmente de pedra e tijolo. Omurtague começou em 814 perseguição aos cristãos, em particular contra os prisioneiros bizantinos de guerra instalados ao norte do Danúbio. Menológio de Basílio II, glorifica Basílio como um guerreiro defendendo a cristandade ortodoxa contra os ataques dos búlgaros pagãos. A expansão para o sul e sudoeste continuou sob os sucessores de Omurtague sob a orientação do capaz caucano (primeiro-ministro) Isbul. Durante o curto reinado de cã Malamir, a importante cidade de Filipópolis (Plovdiv) foi incorporada ao país. Sob o comando de cã Presiano, os búlgaros tomaram a maior parte da Macedônia, e as fronteiras do país chegaram ao Mar Adriático perto de Valona e mar Egeu. Historiadores bizantinos não mencionam qualquer resistência contra a expansão búlgara na Macedônia, levando à conclusão de que a expansão foi em grande parte pacífica. Com isso, a Bulgária tornou-se o poder dominante nos Bálcãs. Os avanços mais a oeste foram bloqueados pelo desenvolvimento de um novo Estado eslavo sob o patrocínio bizantino, o Principado da Sérvia. Entre 839 e 842, os búlgaros travaram uma guerra contra os sérvios, mas não fizeram nenhum progresso. O historiador Mark Whittow afirma que a reivindicação de uma vitória sérvia naquela guerra em Sobre a Administração Imperial foi um pensamento bizantino desejada, mas observa que qualquer submissão sérvia aos búlgaros não foi além do pagamento de tributo.
O reinado de Bóris I começou com inúmeros contratempos. Durante dez anos o país lutou contra o Império Bizantino, Frância Oriental, Grande Morávia, os croatas e os sérvios formando várias alianças malsucedidas e mudando de lado. Por volta de agosto de 863 houve um período de 40 dias de terremotos e houve uma colheita magra, que causou fome em todo o país. Para completar, houve uma incursão de gafanhotos. No entanto, apesar de todos os contratempos militares e desastres naturais, a hábil diplomacia de Bóris eu impedi quaisquer perdas territoriais e manteve o reino intacto. Nesta complexa situação internacional, o cristianismo tornou-se atraente como religião em meados do século IX porque proporcionou melhores oportunidades para forjar alianças confiáveis e laços diplomáticos. Levando isso em conta, bem como uma variedade de fatores internos, Bóris I converteu-se ao cristianismo em 864, assumindo o título Cnezo (Príncipe). Aproveitando-se da luta entre o Papado em Roma e o Patriarcado Ecumênico de Constantinopla, Bóris I brilhantemente manobrou para afirmar a independência da recém-estabelecida Igreja Ortodoxa Búlgara. Para verificar a possibilidade de interferência bizantina nas questões internas da Bulgária, ele patrocinou os discípulos dos irmãos Cirilo e Metódio para criar literatura na língua búlgara antiga. Bóris I lidou impiedosamente com a oposição à cristianização da Bulgária, esmagando uma revolta da nobreza em 866 e derrubando seu próprio filho Vladimir depois que ele tentou restaurar a religião tradicional. Em 893 ele convocou o Conselho de Preslavo onde foi decidido que a capital da Bulgária seria transferida de Plisca para Preslava, o clero bizantino deveria ser banido do país e substituído por clérigos búlgaros, e a antiga língua búlgara deveria substituir o grego na liturgia. A Bulgária se tornaria a principal ameaça à estabilidade e segurança do Império Bizantino no século x

### Anos de ouro
As decisões do Conselho de Preslava acabaram com as esperanças bizantinas de exercer influência sobre o país recém-cristianizado. Em 894, os bizantinos mudaram o mercado búlgaro de Constantinopla para Tessalônica, afetando os interesses comerciais da Bulgária e o princípio do comércio bizantino-búlgaro, regulamentado sob o Tratado de 716 e posteriormente acordos sobre a nação mais favorecida. O novo príncipe, Simeão I, que passou a ser conhecido como "Simeão, o Grande", declarou guerra e derrotou o exército bizantino na Trácia. Os bizantinos pediram ajuda aos magiares, que na época habitavam as estepes a nordeste da Bulgária. Os magiares conseguiram duas vitórias sobre os búlgaros e saquearam Dobrudeja, mas Simeão I aliou-se aos pechenegues mais ao leste e em 895 o exército búlgaro infligiu uma derrota esmagadora aos magiares nas estepes ao longo do Rio Bugue Sul. Ao mesmo tempo, os pechenegues avançaram para oeste e impediram que os magiares retornassem à sua terra natal. O golpe foi tão pesado que os magiares foram forçados a migrar para o oeste, eventualmente conquistando e se estabelecendo na bacia panoniana, onde eventualmente estabeleceram o Grão-Principado da Hungria Em 896, os bizantinos foram encaminhados na batalha decisiva de Boulgarophygon e imploraram pela paz que confirmou o domínio búlgaro dos Balcãs, restaurou o status da Bulgária como uma nação mais favorecida, aboliu as restrições comerciais e obrigou o Império Bizantino a prestar homenagem anual. O tratado de paz permaneceu em vigor até 912, embora Simeão I o violou após o saque de Tessalônica em 904, extraindo novas concessões territoriais na Macedônia.
Em 913, o imperador bizantino Alexandre provocou uma guerra amarga depois de resolver descontinuar o pagamento de um tributo anual à Bulgária. No entanto, a iniciativa militar e ideológica foi realizada por Simeão I, que estava buscando casus belli para cumprir sua ambição de ser reconhecido como Imperador (em búlgaro, tsar) e conquistar Constantinopla, criando um estado conjunto búlgaro-romano. Em 917, o exército búlgaro sofreu uma derrota esmagadora para os bizantinos na batalha de Aqueloo, resultando na supremacia militar total da Bulgária nos Balcãs. Nas palavras de Teófanes Continuado "ocorreu um derramamento de sangue, que não acontecia há séculos", e Leo, o Diácono, testemunhou pilhas de ossos de soldados perecidos no campo de batalha 50 anos depois. Os búlgaros construíram seu sucesso com mais vitórias em Catasirtas em 917, Pegas em 921 e Constantinopla em 922. Os búlgaros também capturaram a importante cidade de Adrianópolis na Trácia e tomaram a capital do Tema da Hélade, Tebas, no sul da Grécia. Após o desastre em Aqueloo, a diplomacia bizantina incitou o Principado da Sérvia a atacar a Bulgária a partir do oeste, mas este ataque foi facilmente contido. Em 924, os sérvios emboscaram e derrotaram um pequeno exército búlgaro, provocando uma grande campanha retaliatória que terminou com a anexação da Bulgária à Sérvia no final daquele ano. Uma nova expansão nos Balcãs Ocidentais foi verificada pelo rei Tomislau I da Croácia, que era um aliado bizantino e derrotou uma invasão búlgara em 926. Simeão eu estava ciente de que ele precisava de apoio naval para conquistar Constantinopla e em 922 enviou enviados ao califa fatímida Abedalá Almadi Bilá em Mádia para negociar a ajuda da poderosa marinha árabe. O califa enviou representantes à Bulgária para organizar uma aliança, mas seus emissários foram capturados a caminho dos bizantinos perto da costa calabresa. O imperador bizantino Romano I Lecapeno conseguiu evitar uma aliança búlgara-árabe, banhando os árabes com generosos presentes. A guerra se arrastou até a morte de Simeão I em maio de 927. Até então, a Bulgária controlava quase todas as posses bizantinas nos Balcãs, mas sem uma frota não tentou invadir Constantinopla.
Ambos os países estavam exaustos pelos enormes esforços militares que tinham afetado a população e a economia. O sucessor de Simeão, Pedro I, negociou um tratado de paz favorável. Os bizantinos concordaram em reconhecê-lo como imperador da Bulgária e da Igreja Ortodoxa Búlgara como um patriarcado independente, bem como prestar um tributo anual. A paz foi reforçada com um casamento entre Pedro e a neta de Romano, Irene Lecapena. Este acordo inaugurou um período de 40 anos de relações pacíficas entre os dois poderes. Durante os primeiros anos de seu reinado, Pedro I enfrentou revoltas de dois de seus três irmãos, João em 928 e Miguel em 930, mas ambos foram reprimidos. Durante a maior parte de seu governo subsequente até 965, Pedro I presidiu uma Era de Ouro do Estado búlgaro em um período de consolidação política, expansão econômica e atividade cultural.

### Declínio e queda
Apesar do tratado e da era em grande parte pacífica que se seguiu, a posição estratégica do Império Búlgaro permaneceu difícil. O país estava cercado por vizinhos malcriados – os magiares a noroeste, os pechenegues e o crescente poder da Rússia de Quieve para o nordeste, e o Império Bizantino ao sul, que provou ser um vizinho territorial pouco confiável. A Bulgária sofreu vários ataques devastadores magiares entre 934 e 965. A crescente insegurança, bem como a expansão da influência da nobreza desembarcada e do alto clero em detrimento dos privilégios pessoais dos camponeses, levaram ao surgimento do Bogomilismo, uma seita herege dualista que nos séculos seguintes se espalhou para o Império Bizantino, norte itálico e sul da França. Ao sul, o Império Bizantino inverteu o curso das guerras bizantina-árabes contra o califado abássida em declínio e em 965 descontinuou o pagamento do tributo, levando a uma forte deterioração em suas relações. Em 968, os bizantinos incitaram Rus' de Quieve a invadir a Bulgária. Em dois anos, o príncipe quievano Esvetoslau I derrotou o exército búlgaro, capturou Preslava e estabeleceu sua capital na importante cidade búlgara de Pequena Preslava. Nesta situação desesperada, o velho Pedro I abdicou, deixando a coroa para seu filho Bóris II, que não teve escolha a não ser cooperar com Esvetoslau. O sucesso inesperado das campanhas rus' levou a um confronto com o Império Bizantino. O imperador bizantino João I Tzimisces eventualmente derrotou as forças de Esvetoslau e o obrigou a deixar os Balcãs em 971. No curso de sua campanha, os bizantinos tomaram Preslava e detiveram Bóris II. Inicialmente João I Tzimisces apresentou-se como um libertador, mas Bóris II foi prontamente forçado a abdicar ritualmente em Constantinopla. Embora na época os bizantinos controlavam apenas as regiões orientais do país, a Bulgária era proclamada província bizantina.
As terras a oeste do rio Iscar permaneceram livres e os búlgaros foram capazes de se reagrupar liderados pelos quatro irmãos Cometópulos. Em 976, o mais novo deles, Samuel, concentrou todo o poder em suas mãos após a morte de seus irmãos mais velhos. Quando em 976, o legítimo herdeiro do trono, o irmão de Bóris II, Romano, escapou do cativeiro em Constantinopla, ele foi reconhecido como imperador por Samuel, que permaneceu como o comandante-chefe do exército búlgaro. A paz era impossível; como resultado do final simbólico do Império Búlgaro após a abdicação de Bóris II, Romano, e mais tarde Samuel, foram vistos como rebeldes e o Imperador Bizantino foi obrigado a impor a soberania imperial sobre eles. Isso levou a mais de 40 anos de guerra cada vez mais amarga. Um general capaz e um bom político, no início Samuel conseguiu entregar as fortunas para os búlgaros. O novo imperador bizantino Basílio II foi decisivamente derrotado na Batalha dos Portões de Trajano em 986 e mal escapou com sua vida. O poeta bizantino John Geometres escreveu sobre a derrota:
Imediatamente após a vitória Samuel empurrou para o leste e recuperou o nordeste da Bulgária, juntamente com as antigas capitais, Plisca e Preslava. Nos dez anos seguintes, os exércitos búlgaros expandiram o país ao sul anexando toda a Tessália e Epiro e saqueando a Península do Peloponeso. Com os principais sucessos militares búlgaros e a deserção de um número de oficiais bizantinos para os búlgaros, a perspectiva dos bizantinos perderem todos os seus temas dos Balcãs era bastante real. Ameaçado por uma aliança entre os bizantinos e o estado sérvio de Dóclea, em 997 Samuel derrotou e capturou seu príncipe João Vladimir e assumiu o controle das terras sérvias. Em 997, após a morte de Romano, o último herdeiro da dinastia de Crum, Samuel foi proclamado Imperador da Bulgária. Ele estabeleceu relações amistosas com Estêvão I da Hungria através de um casamento entre seu filho e herdeiro Gabriel Radomir e a filha de Estevril, mas eventualmente Gabriel Radomir expulsou sua esposa e em 1004 a Hungria participou com as forças bizantinas contra a Bulgária. Após 1000 as marés da guerra se voltaram a favor dos bizantinos sob a liderança pessoal de Basílio II, que lançou campanhas anuais de conquista metódica das cidades e redutos búlgaros que às vezes eram realizados em todos os doze meses do ano, em vez da habitual campanha curta da época com as tropas voltando para casa no inverno. Em 1001 eles tomaram Plisca e Preslava no leste, em 1003 uma grande ofensiva ao longo do Danúbio resultou na queda de Vidin após um cerco de oito meses, e em 1004 Basílio II derrotou Samuel na batalha de Escópia e tomou posse da cidade. Esta guerra de atritos se arrastou por uma década até 1014, quando os búlgaros foram derrotados decisivamente em Clídio. Cerca de 14.000 búlgaros foram capturados; diz-se que 99 de cada 100 homens ficaram cegos, com o centésimo homem restante com um olho para levar seus compatriotas para casa, ganhando Basílio II o apelido de "Bulgaróctono", o Mata-Búlgaros. Quando chegaram à residência de Samuel em Prespa, o imperador búlgaro sofreu um ataque cardíaco à vista e morreu dois dias depois, em 6 de outubro. A resistência continuou por mais quatro anos sob Gabriel Radomir e João Vladislau, mas após a morte deste último durante o cerco de Dirráquio a nobreza rendeu-se a Basílio II e a Bulgária foi anexada pelo Império Bizantino. A aristocracia búlgara manteve seus privilégios, embora muitos nobres tenham sido transferidos para a Anatólia, privando assim os búlgaros de seus líderes naturais. Embora o Patriarcado búlgaro tenha sido rebaixado a um arcebispado, manteve suas versões e desfrutou de uma autonomia privilegiada. Apesar de várias grandes tentativas de restaurar sua independência, a Bulgária permaneceu sob o domínio bizantino até que os irmãos Asen e Pedro libertaram o país em 1185, estabelecendo o Segundo Império Búlgaro.

## Governo
O Primeiro Império Búlgaro era uma monarquia hereditária. O monarca foi o comandante-em-chefe das forças armadas, um juiz e um sumo sacerdote durante o período pagão. Ele guiou a política externa do país e pôde concluir tratados pessoalmente ou através de emissários autorizados. No período pagão o título do governante era cã. Depois de 864 Bóris I adotou o cnezo eslavo (Príncipe), e desde 913 os monarcas búlgaros foram reconhecidos como tsares (imperadores). A autoridade do cã foi limitada pelas principais famílias nobres e pelo Conselho Popular. O Conselho Popular incluiu a nobreza e o "povo armado" foi reunido para discutir questões de importância crucial para o Estado. Um Conselho Popular em 766 destronou cã Sabin porque ele estava buscando a paz com os bizantinos. De acordo com a antiga tradição búlgara, o cã foi o primeiro entre iguais, que foi uma das razões pelas quais Bóris I decidiu converter-se ao cristianismo, como monarcas cristãos governados pela graça de Jesus. No entanto, a divindade do governante búlgaro, bem como sua superioridade sobre o Imperador Bizantino, já foram afirmadas por cã Omurtague, como afirmado na Inscrição de Chatalar:
O segundo posto mais importante na Bulgária depois do monarca foi o caucano, monopolizado pelos membros da provisoriamente conhecida "família Caucano". O caucano tinha amplos poderes e comandava a ala esquerda do exército, e às vezes todo o exército. Ele poderia ser um co-governante ou um regente durante a minoria do monarca; as fontes mencionam que cã Malamir "governou junto com caucano Isbul" e caucano Domeciano é notado como um associado [no governo] de Gabriel Radomir. O terceiro oficial de alto escalão foi o Izurgu-bulia, que comandou a ala direita do exército em guerra e poderia ter tido o papel de um ministro das Relações Exteriores. Sob seu comando direto estavam 1.300 soldados. O historiador Veselin Beshevliev assume que o posto poderia ter sido criado sob o reinado de cã Crum, ou antes, a fim de limitar o poder do caucano. Embora inicialmente os búlgaros não tivessem seu próprio sistema de escrita, a presença de numerosas inscrições de pedra, principalmente em grego, indicam a existência de uma chancelaria para o cã que provavelmente foi organizada à maneira bizantina. Parte da equipe da chancelaria poderia ter sido gregos e até monges, apesar do fato de que o país ainda era pagão.

### Classes sociais
De acordo com uma inscrição datada do reinado de cã Malamir havia três classes na Bulgária pagã – boilas, bagains e búlgaros, ou seja, as pessoas comuns. A nobreza era inicialmente conhecida como boila, mas após o século X a palavra foi transformada em boliar, que acabou sendo adotada em muitos países da Europa Oriental. Cada clã boila tinha seu próprio totem e acreditava-se ter sido divinamente estabelecido, daí sua firme oposição ao cristianismo, que era visto como uma ameaça aos seus privilégios. Muitos dos clãs tinham origem antiga que poderia ser traçada desde a época em que os búlgaros habitavam as estepes ao norte e leste do Mar Negro. A Nominalia dos cãs búlgaros menciona monarcas de três clãs que governaram a Bulgária até 766 — Dulo, Voquil e Ugain. O poder das principais famílias nobres foi muito aleijado após a rebelião anti-cristã de 866, quando Bóris I executou 52 caldeiras líderes junto com suas famílias.
A caldeira foi dividida em caldeiras internas e externas e foi entre suas fileiras que os detentores dos mais altos cargos militares e administrativos foram selecionados. Provavelmente as caldeiras externas residiam fora da capital, enquanto as internas eram membros da corte sob a influência direta do monarca.
Os bagains eram a segunda classe aristocrática e foram divididos em numerosas subgrupos. A presença de duas classes separadas de nobreza é ainda confirmada na Responsabilidade Nicolai ad consulta Bulgarorum (Respostas do Papa Nicolau I às Perguntas dos Búlgaros), onde Bóris I escreveu sobre primatas e medíocres seus menores. Outro grupo privilegiado foram os tarcãs, embora das inscrições sobreviventes seja impossível determinar se eles pertenciam às caldeiras ou aos bagains, ou eram uma classe separada. Os títulos protuberes originais e muitas das instituições da era pagã foram preservados após a cristianização da Bulgária até a própria queda do Primeiro Império. O início do século IX foi marcado com um processo de incorporação de ambos os gregos eslavos e bizantinos nas fileiras da nobreza búlgara e classes privilegiadas, o que aumentou o poder do monarca que havia sido anteriormente reduzido pelas principais famílias aristocráticas bulgares. Desde então, certos títulos eslavos se tornaram mais proeminentes, como o župan, e alguns deles se misturaram formando títulos como župan tarcã.
Os camponeses viviam em comunidades rurais conhecidas como zadruga e tinham responsabilidade coletiva. A maioria dos camponeses eram pessoalmente livres sob o domínio direto da administração central e a legislação introduzida após a adoção do cristianismo regulamentou suas relações. O número de camponeses pessoalmente dependentes ligados à nobreza ou propriedades eclesiásticas aumentou desde o século x

### Administração
Devido às fontes remanescentes limitadas, é muito difícil reconstruir a evolução administrativa e a divisão do país. Inicialmente, as tribos eslavas mantiveram sua autonomia, mas desde o início do século IX iniciaram um processo de centralização. À medida que o território búlgaro se expandia constantemente, medidas contra a autonomia tribal foram consideradas necessárias para alcançar um controle mais eficaz e para evitar o separatismo. Quando na década de 820 algumas tribos eslavas no oeste da Bulgária, os Timochani, Branichevtsi e Abodriti procuraram o soberano dos francos, cã Omurtague substituiu seus chefes por seus próprios governadores. O país foi dividido em condados, governado por uma conde, embora este termo tenha sido usado por cronistas da Europa Ocidental, que escreveram em latim. É provável que os búlgaros usaram o termo земя (zemya, que significa "terra"), como mencionado na Lei do Tribunal para o Povo. Seu número é desconhecido, mas o arcebispo de Reims Hincmar mencionou que a rebelião de 866 contra Bóris I foi liderada pela nobreza dos 10 comitati. Eles foram ainda divididos em župi, que por sua vez consistia de zadrugi. O conde foi nomeada pelo monarca, e foi assistida por um tarcã. O primeiro tinha muitas funções civis e administrativas, enquanto o segundo era responsável por assuntos militares. Um dos poucos comitati conhecidos pelo nome foi Cutmichevitsa no sudoeste da Bulgária, correspondendo à moderna Macedônia ocidental, sul da Albânia e noroeste da Grécia.

### Legislação
O primeiro código de lei búlgaro escrito foi emitido por cã Crum em um Conselho Popular no início do século IX, mas o texto não sobreviveu em sua totalidade e apenas certos itens foram preservados na enciclopédia bizantina do século X Suda. Prescreveu a pena de morte para falsos juramentos e acusações e severas penalidades para ladrões e aqueles que lhes deram abrigo. O Suda também mencionou que as leis previram o desenraizamento de todos os vinhedos como medida contra a embriaguez, mas esta afirmação é refutada nas fontes contemporâneas, que indicam que, depois de capturar Plisca em 811, o Imperador Bizantino Nicephorus encontrei grandes quantidades de vinho, e após a vitória final búlgara Crum bebeu vinho no crânio do Imperador. O código legal de Crum é visto por muitos historiadores como uma tentativa de centralizar o Estado e homogeneizar a sociedade colocando os diferentes elementos sob um único código de leis. No entanto, uma vez que o texto não é preservado, seus objetivos precisos permanecem desconhecidos.
Após a conversão ao cristianismo Bóris, eu estava preocupado com os assuntos legais e pedi ao Papa Nicolau I que fornecesse textos legais. Eventualmente, foi compilado o Законц соудный лцдьмц (Zakon sudnyi ljud'm, Lei do Tribunal para o Povo), foi compilado, baseado fortemente no Ecloga bizantino e nomocanon, mas adaptado às condições búlgaras e válido para toda a população do país. Combinou elementos do direito civil, penal, cânone e militar, bem como do direito público e privado, e incluiu normas substantivas e diretrizes processuais. A Lei do Povo da Corte tratava do combate ao paganismo, testemunho de testemunhas, moralidade sexual, relações conjugais, distribuição de saques de guerra, etc. Para erradicar o paganismo residual a lei previa que uma aldeia que permitisse a realização de rituais pagãos deveria ser transferida em sua totalidade para a Igreja, e, caso um rico proprietário os realizasse, suas terras deveriam ser vendidas. , e a receita compartilhada entre os pobres.

## Questão militar
Após a formação do Estado búlgaro, a elite dominante abrigava profunda desconfiança em relação aos bizantinos, contra cujos ataques perfídes e repentinos eles tinham que manter vigilância constante em todas as direções. O Império Bizantino nunca renunciou à sua reivindicação sobre todas as terras ao sul do Danúbio e fez várias tentativas para impor essa reivindicação. Ao longo da existência do Primeiro Império, a Bulgária poderia esperar ataques bizantinos voltados para sua destruição. As estepes para o nordeste abrigavam numerosos povos cujas imprevisíveis incursões de pilhagem também eram preocupantes. Portanto, a preparação militar era uma prioridade máxima. Os guardas sempre ficaram em alerta e se alguém fugir durante um relógio, os guardas responsáveis são mortos sem hesitação. Antes da batalha, um "homem mais fiel e prudente" foi enviado para inspecionar todas as armas, cavalos e materiel, e ser mal preparado ou readied de forma inútil era punível com a morte. A pena capital também foi prescrita para montar cavalos de guerra em tempos de paz.
O exército búlgaro estava armado com vários tipos de armas, sendo os mais utilizados sabres, espadas, machados de batalha, lanças, lanças, punhais, arkans, arcos e flechas. Os soldados eram frequentemente treinados para usar lanças e arcos. Os búlgaros usavam lemes, armaduras e escudos para defesa. Os lemes eram geralmente em forma de cone, enquanto os escudos eram redondos e leves. A armadura era de dois tipos – e-mail rebitado de cunha consistindo de pequenos anéis de metal ligados, e armaduras de escala compostas por pequenas placas de armadura presas umas às outras. Os cinturões eram muito importantes para os primeiros búlgaros e eram frequentemente decorados com fivelas de ouro, prata, bronze ou cobre que refletiam a origem ilustre do titular.
A parte mais importante do exército era a cavalaria pesada. No início do século IX, o cã búlgaro poderia reunir 30.000 cavaleiros "todos cobertos de ferro" que eram blindados com lemes de ferro e correntes. Os cavalos também estavam cobertos de armadura. Como a capital, Plisca, estava situada em uma planície aberta, a cavalaria era essencial para sua proteção. O sistema de fortificação das regiões do interior do país foi reforçado com várias trincheiras fortificadas cobrindo enormes espaços e apoiando a manobrabilidade da cavalaria.
O exército era bem versado no uso de estratagems. Uma forte unidade de cavalaria era frequentemente mantida na reserva e atacaria o inimigo em um momento oportuno. Cavalos livres às vezes se concentravam atrás da formação de batalha para evitar ataques surpresas por trás. O exército búlgaro usou emboscadas e retiros fingidos, durante os quais os cavaleiros cavalgavam de costas para o cavalo, disparando nuvens de flechas sobre o inimigo. Se o inimigo perseguisse desorganizados, eles voltariam e os atacariam ferozmente. Em 918, os búlgaros tomaram a capital do tema bizantino Hellas Tebas sem derramamento de sangue depois de enviar cinco homens com machados para a cidade, que eliminaram os guardas, quebraram as dobradiças dos portões e abriram-nas para as principais forças. Os búlgaros também puderam lutar à noite – por exemplo, a vitória sobre os bizantinos na batalha de Catasirtas.
O exército búlgaro estava bem equipado com motores de cerco. Os búlgaros empregaram os serviços de cativos bizantinos e árabes e fugitivos para produzir equipamentos de cerco, como o engenheiro Eumathius, que buscou refúgio com cã Crum após a captura de Serdica em 809. O cronista bizantino anônimo do século IX conhecido como Scrptor incertus lista as máquinas contemporâneas produzidas e usadas pelos búlgaros. Estas incluíam catapultas; escorpiões; torres de cerco de vários andares com um aríete no andar inferior; testudos – aríetes com revestimento de metal na parte superior; τρίβόλοι – tridentes de ferro escondidos em meio ao campo de batalha para dificultar a cavalaria inimiga; escadas, etc. Vagões banhados a ferro foram usados para transporte. Sabe-se que cã Crum preparou 5.000 vagões para seu cerco pretendido a Constantinopla em 814. Pontes de pontão de madeira também foram construídas para a travessia de rios.

## Economia e urbanização
A agricultura foi o setor mais importante da economia, o desenvolvimento foi facilitado pelos solos férteis da Moesia, Trácia e, em parte, macedônia. A terra foi dividida em "terras do senhor" e "terras da aldeia". Os cereais mais difundidos foram trigo, centeio e milheto, todos os quais eram alimentos básicos para a população. As uvas também foram significativas, especialmente após o século Ix Linho foi usado para tecidos e panos que foram exportados para o Império Bizantino. As colheitas eram propensas a calamidades naturais, como secas ou gafanhotos, e havia anos de fome ocasionais. Em resposta a esse problema, o Estado manteve reservas de cereais. A pecuária foi bem desenvolvida, sendo os principais estoques bovinos, bois, búfalos, ovinos, suínos e cavalos. Os estoques de animais eram vitais para a agricultura, transporte, militares, roupas e alimentos. A importância da carne para a mesa búlgara foi demonstrada nas respostas do Papa Nicolau I às perguntas dos búlgaros, onde sete das 115 questões referiam-se ao consumo de carne.
A mineração em pequena escala foi desenvolvida nas Montanhas dos Balcãs, nas Montanhas Ródope e em algumas regiões da Macedônia. Uma série de artesanatos diversos prosperou nos centros urbanos e em algumas aldeias. Preslava tinha oficinas que processam metais (especialmente ouro e prata), pedra e madeira, e produziam cerâmicas, vidros e joias. Os búlgaros produziram telhas de maior qualidade do que os bizantinos e exportaram-nas para o Império Bizantino e à Rússia de Quieve. Houve produção em larga escala de tijolos no leste da Bulgária, muitos deles marcados com o símbolo "IYI", que está associado ao Estado búlgaro, indicando possíveis instalações de produção organizadas pelo Estado. Após a destruição do Grão-Canato Avar no início do século IX, a Bulgária controlou as minas de sal na Transilvânia até serem invadidas pelos magiares um século depois. A importância do comércio de sal foi ilustrada durante as negociações para a aliança entre a Bulgária e a Francia Oriental em 892, quando o rei franco Arnulfo exigiu que a Bulgária interrompesse a exportação de sal para a Grande Morávia.
O comércio era particularmente importante para a economia, uma vez que a Bulgária estava entre o Império Bizantino, a Europa Central, os Rus' e as estepes. As relações comerciais com o Império Bizantino foram reguladas em uma nação mais favorecida por tratados que incluíam cláusulas comerciais. O primeiro tratado desse tipo foi assinado em 716 e previa que as mercadorias só poderiam ser importadas ou exportadas quando em relevo com um selo estatal. Mercadorias sem documentos seriam confiscadas para o tesouro estadual. Os comerciantes búlgaros tinham uma colônia em Constantinopla e pagavam impostos favoráveis. A relevância do comércio internacional para a Bulgária era evidente, pois o país estava disposto a entrar em guerra com o Império Bizantino quando, em 894, este último mudou o mercado dos comerciantes búlgaros de Constantinopla para Tessalônica, onde tiveram que pagar impostos mais altos e não tiveram acesso direto a mercadorias do leste. Em 896, a Bulgária venceu a guerra, restaurando seu status de nação mais favorecida e levantando as restrições comerciais. Algumas cidades búlgaras eram muito prósperas — por exemplo, Pequena Preslava no Danúbio, descritas na década de 960 como mais prósperas do que a capital da Rússia, Quieve. Uma crônica contemporânea lista os principais parceiros comerciais e as principais importações para a Bulgária. O país importou ouro, sedas, vinhos e frutas do Império Bizantino, prata e cavalos da Hungria e Boêmia, peles, mel, cera e escravos do Rus'. Havia laços comerciais com a Itália e o Oriente Médio também.
O Primeiro Império Búlgaro não cunhou moedas, e os impostos eram pagos em espécie. Não se sabe se eles eram baseados em terra ou em pessoa, ou ambos. Além dos impostos, os camponeses devem ter outras obrigações, como construir e manter infraestrutura e defesas, além de fornecer alimentos e material ao exército. O escritor árabe Almaçudi observou que, em vez de dinheiro, os búlgaros usavam vacas e ovelhas para comprar mercadorias.
A densidade da rede de cidades era alta. O historiador econômico Paul Bairoch estimou que em 800 Plisca tinha 30.000 habitantes e, por c. 950, Preslava tinha cerca de 60.000, tornando-se a maior cidade da Europa não-muçulmana, salvo Constantinopla. Em comparação, as maiores cidades da França contemporânea e Itália não atingiram 30.000 e 50.000, respectivamente. Ao lado das duas capitais existiam outros centros urbanos proeminentes, tornando a Bulgária a região mais urbanizada da Europa Cristã na época, juntamente com a Itália. De acordo com as crônicas contemporâneas, havia 80 cidades apenas na região do baixo Danúbio. Fontes sobreviventes listam mais de 100 assentamentos na parte ocidental do Império, onde a Igreja Ortodoxa Búlgara possuía propriedades. Os maiores centros urbanos consistiam em uma cidade interior e externa. O centro da cidade seria cercado por paredes de pedra e tinha funções administrativas e de defesa, enquanto a cidade externa, geralmente desprotegida, era o centro de atividades econômicas com mercados, oficinas, vinhedos, jardins e habitações para a população. No entanto, como em outros lugares do início da Idade Média, o país permaneceu predominantemente rural.

## Religião

### Bulgária pagã
Por quase dois séculos após sua criação, o Estado búlgaro permaneceu pagão. Os búlgaros e os eslavos continuaram a praticar suas religiões indígenas. A religião bulgar era monoteísta, ligada ao culto a Tangra, o Deus do Céu. A adoração de Tangara é comprovada por uma inscrição que diz "Canasubigi Omurtague, um governante divino… realizou sacrifício a Deus Tangra". O cã governante tinha um lugar importante na vida religiosa: ele era o sumo sacerdote e realizava rituais. Um grande santuário dedicado ao culto de Tangra existia perto da moderna vila de Madara. Os búlgaros praticavam o xamanismo, acreditavam em magia e encantos, e realizavam vários rituais. Alguns dos rituais foram descritos pelos bizantinos depois que o governante "mais cristão" Leo V teve que derramar água no chão de um copo, virar selas de cavalo, tocar em bridle triplo, levantar grama acima do chão e cortar cães como testemunhas durante a cerimônia de assinatura do Tratado Bizantino-Búlgaro de 815. O derramamento de água foi um lembrete de que se o juramento for quebrado, o sangue sairia. No mesmo sentido pode ser explicado a virada da sela – um aviso de que o infrator não seria capaz de montar ou cairia morto de seu cavalo durante a batalha. O freio triplo simbolizou a dureza do acordo e o levantamento da grama lembrou que nenhuma grama permaneceria no país inimigo se a paz fosse quebrada. O sacrifício de cães era um costume comum entre os povos turcos que fortaleceu ainda mais o tratado.
Os eslavos adoravam numerosas didades. O deus supremo era Perun, o deus do trovão e dos relâmpagos. Perun foi o único deus mencionado (embora não pelo nome) pela primeira referência autoritária à mitologia eslava na história escrita, o historiador bizantino do século VI Procópio, que descreveu os eslavos que se estabeleceram ao sul do Danúbio. Procópio observou que eles também adoravam rios e acreditavam em ninfas. Uma série de seres mitológicos do panteão eslavo persistiram no folclore búlgaro até o presente, como samodivas, halas, vilas, rusalkas, dragões eslavos, etc. Durante os sacrifícios, os eslavos realizaram adivinhações. Após a adoção do cristianismo, a adoração de Perun fundiu-se com o culto de São Elias.
O cristianismo foi praticado na Bulgária durante todo o período pagão. Sua disseminação entre a população aumentou como resultado das guerras bem sucedidas de cã Crum no início do século Ix Crum empregou muitos cristãos bizantinos – gregos, armênios e eslavos – em seu exército e administração; alguns deles serviram como deputados do caucano e do ichirgu-boila. Dezenas de milhares de bizantinos foram reassentados em toda a Bulgária, principalmente além do rio Danúbio para proteger as fronteiras do nordeste, para que pudessem enfrentar não bizantinos. Muitos deles, no entanto, mantiveram ligações clandestinas com a corte bizantina que alimentavam a desconfiança tradicional da elite búlgara e resultou em uma perseguição em larga escala ao cristianismo sob os cãs Omurtague e Malamir. Omurtague e a nobreza viam os cristãos como agentes bizantinos e sentiam que esta religião, com sua hierarquia baseada em Bizâncio, era uma ameaça à independência búlgara. Houve algumas execuções, incluindo duas das cinco estrategos que serviram sob Crum, Leo e João, o metropolitano de Adrianópolis, o bispo de Debeltos, etc. A lista dos cristãos martirizados incluía nomes búlgaros (Asfer, Cubergo) e eslavos. A atitude desrespeitosa dos cristãos em relação aos pagãos foi um insulto à elite búlgara. Em uma conversa com um cristão bizantino, Omurtague lhe disse: "Não humilhe nossos deuses, pois seu poder é grande. Como prova, nós, que os adoramos, conquistamos todo o estado romano". No entanto, apesar de todas as medidas, o cristianismo continuou a se espalhar, atingindo os membros da própria família cã. O filho mais velho de Omurtague, Enravota, visto como pró-cristão, foi deserdado e eventualmente convertido ao cristianismo. Depois de se recusar a renunciar à sua fé, ele foi executado por ordens de seu irmão Malamir c. 833 e tornou-se o primeiro santo búlgaro. A atitude dos governantes búlgaros ao cristianismo é vista na Inscrição Filipina de cã Presiano:

### Cristianização
Por 863 o sucessor de Presiano, cã Bóris I decidiu aceitar o cristianismo. As fontes não mencionam as razões por trás desta decisão, mas havia várias razões políticas que ele havia considerado. À medida que o cristianismo se espalhava ainda mais pela Europa no século IX, os países pagãos se encontravam cercados por poderes cristãos que poderiam usar a religião como uma desculpa aceitável para a agressão. A conversão, por outro lado, estabeleceria o país como um parceiro internacional igualitário. Há evidências de que a Bulgária também teve contatos com o mundo muçulmano – diretamente ou através do Volga Bulgária, que havia adotado o Islã na mesma época –, mas a Bulgária estava muito longe de qualquer país muçulmano que pudesse ser de benefício político, e grande parte da população já havia se convertido ao cristianismo. Além disso, a doutrina cristã consolidaria a posição do monarca acima da nobreza como autocrata, sendo governante "pela graça de Deus" e representante de Deus na Terra. Além disso, o cristianismo apresentou excelente oportunidade para consolidar firmemente tanto os búlgaros quanto os eslavos como um único povo búlgaro sob uma religião comum.
Em 863 Bóris eu procurei uma missão da Francia Oriental em vez do Império Bizantino. Ele tinha uma aliança com os francos orientais desde 860 e estava ciente de que a maior distância entre os dois países era um obstáculo para eles produzirem influência direta sobre a futura Igreja Búlgara. Ele estava plenamente ciente de que, como um vizinho Bizâncio tentaria interferir com os assuntos búlgaros. De fato, o Império Bizantino estava determinado a colocar a Igreja Búlgara sob a jurisdição do Patriarcado Ecumênico de Constantinopla porque esperava que pudesse servir como alavanca para influenciar as políticas búlgaras, e para evitar que a Bulgária se tornasse uma ferramenta militar do Papado para fazer cumprir os desejos do Papa sobre o Império. Ao saber das intenções de Bóris I, o imperador bizantino Miguel III invadiu a Bulgária. Na época, o exército búlgaro estava envolvido em uma guerra contra a Grande Morávia a nordeste e Bóris eu concordei em negociar. A única exigência dos bizantinos era que Bóris I adotasse o cristianismo ortodoxo e aceitasse o clero bizantino para evangelizar a população. Bóris I concedeu e foi batizado em 864, tomando o nome de seu padrinho, imperador Miguel.
Os postos mais altos da recém-estabelecida Igreja Búlgara foram ocupados por bizantinos que pregavam em grego. Ciente dos perigos que a dependência espiritual do Império Bizantino poderia representar para a independência da Bulgária, Bóris I estava determinado a garantir a autonomia da Igreja búlgara sob um Patriarca. Uma vez que os bizantinos estavam relutantes em conceder quaisquer concessões Bóris I aproveitei a rivalidade contínua entre o Patriarcado de Constantinopla e o Papado em Roma, a fim de impedir que qualquer um deles exercesse influência religiosa em suas terras. Em 866 ele enviou uma delegação a Roma sob o alto escalão oficial Pedro declarando seu desejo de aceitar o cristianismo de acordo com os ritos ocidentais, juntamente com 115 perguntas ao Papa Nicolau I. As respostas detalhadas do Papa às perguntas de Bóris I foram entregues por dois bispos que lideravam uma missão para facilitar a conversão do povo búlgaro. No entanto, nem Nicolas I nem seu sucessor Adriano II concordaram em reconhecer uma Igreja búlgara autônoma, que esfriou as relações entre os dois lados. A mudança da Bulgária para Roma, por outro lado, tornou os bizantinos muito mais conciliadores. Em 870, no Quarto Concílio de Constantinopla, a Igreja Búlgara foi reconhecida como uma autocéfala da Igreja Ortodoxa Oriental sob a direção suprema do Patriarca de Constantinopla.
A adoção do cristianismo foi recebida com oposição por um grande número da nobreza. Em 866 Bóris enfrentei uma grande rebelião da caldeira de todas as partes do país. A insurgência foi esmagada e 52 caldeiras líderes foram executadas junto com seus parentes inteiros. Depois que Bóris I abdicou em 889, seu sucessor e filho mais velho Vladimir tentou restaurar o paganismo, mas seu pai pegou armas contra ele e o depôs o cegou.

### Igreja Ortodoxa Búlgara
Por volta de 870, a Igreja Búlgara tornou-se um arcebispado autônomo. O decreto de autonomia sob a jurisdição eclesiástica nominal de Constantinopla foi muito maior do que poderia ter sido alcançado sob o Papado. Após o Quarto Concílio de Constantinopla, o clero bizantino foi readeto na Bulgária e autorizado a pregar em grego. No entanto, como resultado do Concílio de Preslava em 893, o velho búlgaro foi declarado a língua oficial do Estado e da Igreja e dos sacerdotes bizantinos de língua grega mais uma vez tiveram que deixar o país. Assim, a partir desse ponto, a igreja era inteiramente composta por búlgaros.
O sucessor de Bóris I, Simeão, não estava contente em deixar a Igreja Búlgara como arcebispado e estava determinado a levantá-la a um patriarcado, à luz de sua própria ambição de se tornar um imperador. Ele conhecia bem a tradição imperial bizantina de que o autocrata deve ter um patriarca e não poderia haver império sem um. Após seu notável triunfo sobre os bizantinos na batalha de Achelous, em 918 ele convocou um conselho e elevou o Arcebispo Leôncio ao patriarca. As decisões desse conselho não foram reconhecidas pelos bizantinos, mas como resultado da vitória búlgara na guerra, eles eventualmente reconheceram o sucessor de Leôncio, Demétrio, como patriarca da Bulgária em 927. Foi o primeiro Patriarcado oficialmente aceito, além da antiga Pentarquia. É provável que a sede do Patriarcado estivesse na cidade de Drastar, no rio Danúbio, em vez da capital Preslava. No final do século X, o Patriarcado Búlgaro incluiu as seguintes dioceses: Ocrida, Costur, Glavinitsa (no sul moderno da Albânia), Maglen, Pelagônia, Estrumitsa, Morovizd (no norte moderno da Grécia), Velebusdo, Sérdica, Braničevo, Niš, Belgrado, Srem, Escópia, Prisreno, Lipljan, Sérvia, Drastar, Voden, Ras, Chernique, Himara, Drinopol, Butrint, Yan
Após a queda das partes orientais do império sob ocupação bizantina em 971, a sede do Patriarcado foi realocada para Ocrida, no oeste. Com a conquista final da Bulgária em 1018, o Patriarcado foi rebaixado para um arcebispado, mas manteve muitos privilégios. Manteve o controle de todas as versões episcopais existentes, o assento permaneceu em Ocrida e seu titular, o búlgaro João de Debar, manteve seu cargo. Além disso, o arcebispado búlgaro recebeu uma posição especial – foi colocado diretamente sob o imperador e não sob o Patriarca Ecumênico de Constantinopla.
O monástico cresceu constantemente e os mosteiros rapidamente se tornaram grandes proprietários de terras com uma grande população de camponeses vivendo em suas propriedades. Desenvolveu-se ainda mais sob o reinado do Imperador Pedro I, acompanhado pelo aumento de suas propriedades. Muitos nobres de alto escalão e membros da família dominante morreram como monges, incluindo Bóris I, seu irmão Doks, Pedro I, o ichirgu-boila Mostich, etc. A crescente opulência da vida monástica levou a um aumento do ascetismo entre monges mais piedosos. Um deles, João de Rila, tornou-se um eremita nas Montanhas Rila e suas virtudes logo atraíram vários seguidores, que fundaram o renomado Mosteiro Rila após sua morte. Ele pregou sobre viver em harmonia e ressaltou o valor do trabalho manual e a necessidade dos monges nunca aspirarem a riquezas e poder. João de Rila foi reverenciado como um santo enquanto ele ainda estava vivo e eventualmente tornou-se patrono do povo búlgaro.
No século X, clérigos búlgaros estabeleceram conexões com as comunidades cristãs emergentes na cidade da Rússia. A Bulgária parece ter sido um centro estabelecido de onde o pequeno número de cristãos rutênios obteve clérigos e textos litúrgicos. Como resultado da invasão da Bulgária pelos sviatoslav, muitos de seus soldados foram influenciados pelo cristianismo e mantiveram esse interesse após seu retorno. As conexões entre búlgaros e rutênios devem ser consideradas um importante pano de fundo para a conversão oficial ao cristianismo da Rússia de Quieve em 988.

### Bogomilismo
Durante o reinado do Imperador Pedro I um movimento herético conhecido como Bogomilismo surgiu na Bulgária. A heresia foi nomeada em homenagem ao seu fundador, o padre Bogomil, cujo nome pode ser traduzido como querido (mil) para Deus (Bogue). As principais fontes sobre o bogomilismo na Bulgária vêm de uma carta do Patriarca Ecumênico Teófilo de Constantinopla a Pedro I (c. 940), um tratado de Cosmas, o Sacerdote (c. 970) e do conselho anti-Bogomil do Imperador Boril da Bulgária (1211). O bogomilismo era uma seita neo-gnóstica e dualista que acreditava que Deus tinha dois filhos, Jesus Cristo e Satanás, que representavam os dois princípios do bem e do mal. Deus tinha criado a luz e o mundo invisível, enquanto Satanás se rebelou e criou a escuridão, o mundo material e o homem. Portanto, eles rejeitaram o casamento, a reprodução, a Igreja, o Antigo Testamento, a Cruz, etc. Os Bogomils foram divididos em várias categorias, lideradas pelos perfeitos (os perfeitos) que nunca se casaram, não consumiram carne e vinho e pregaram o evangelho. As mulheres também podem se tornar perfeitas. As outras duas categorias foram os crentes, que tiveram que adotar e seguir a maior parte da ética moral bogomil, e os ouvintes, que não foram obrigados a mudar seu estilo de vida. Os Bogomils foram descritos por Cosmas como parecendo dóceis, modestos e silenciosos por fora, mas sendo hipócritas e lobos voraz no interior. A Igreja Ortodoxa Búlgara condenou os ensinamentos do bogomilismo. Membros da seita também foram perseguidos pelas autoridades estaduais; os Bogomils pregavam a desobediência civil porque consideravam o Estado — como qualquer coisa terrena — estar ligado a Satanás. A seita não pôde ser erradicada e da Bulgária acabou se espalhando para o resto dos Balcãs, o Império Bizantino, o sul da França e o norte da Itália. Em certas regiões da Europa Ocidental, a heresia floresceu sob diferentes nomes – cátaros, albigensianos, patarins – até o século XIV.

## Formação da nacionalidade búlgara
O Estado búlgaro existia antes da formação do povo búlgaro. Antes do estabelecimento do estado búlgaro, os eslavos haviam se misturado com a população trácio nativa. A população e a densidade dos assentamentos aumentaram após 681 e as diferenças entre as tribos eslavas individuais gradualmente desapareceram à medida que as comunicações se tornaram regulares entre as regiões do país. Na segunda metade do século IX, búlgaros e eslavos, e trácios romanizados ou helêss, viveram juntos por quase dois séculos e os numerosos eslavos estavam a caminho de assimilar os trácios e os búlgaros. Muitos búlgaros já haviam começado a usar a língua eslava antiga búlgara, enquanto a língua búlgara da casta dominante gradualmente morreu deixando apenas certas palavras e frases. A cristianização da Bulgária, o estabelecimento do antigo búlgaro como língua do Estado e da Igreja sob Bóris I, e a criação do Roteiro Cirílico no país, foram os principais meios para a formação final da Nação Búlgara no século IX; isso incluía a Macedônia, onde o cã búlgaro, Cuber, estabeleceu um estado búlgaro existente em paralelo com o Império Búlgaro de cã Asparuque. A nova religião deu um golpe esmagador nos privilégios da velha aristocracia bulgar; também, por esse tempo, muitos búlgaros estavam presumivelmente falando eslavo. Bóris I fez uma política nacional para usar a doutrina do cristianismo, que não tinha origem eslava ou bulgar, para ligá-los em uma única cultura. Como resultado, no final do século IX, os búlgaros haviam se tornado uma única nacionalidade eslava com consciência étnica que sobreviveria em triunfo e tragédia para apresentar.

## Cultura
A herança cultural do Primeiro Império Búlgaro é geralmente definida na historiografia búlgara como a cultura Plisca-Preslava, nomeada em homenagem às duas primeiras capitais, Plisca e Preslava, onde a maioria dos monumentos sobreviventes estão concentrados. Muitos monumentos desse período foram encontrados ao redor de Madara, Shumen, Novi Pazar, a vila de Hã Crum no nordeste da Bulgária, e no território da Romênia moderna, onde arqueólogos romenos a chamavam de "cultura dridu". Restos deixados pelo Primeiro Império também foram descobertos no sul da Bessarábia, agora divididos entre a Ucrânia e a Moldávia, bem como na moderna República da Macedônia, Albânia e Grécia. Um tratado do clérigo e escritor búlgaro do século X Cosme, o Padre, descreve uma elite búlgara rica, dona de livros e de construção de mosteiros, e as evidências materiais preservadas sugerem uma imagem próspera e estabelecida da Bulgária.

### Arquitetura

#### Arquitetura civil
A primeira capital, Plisca, inicialmente se assemelhava a um enorme acampamento que abrange uma área de 23 quilômetros quadrados com os lados leste e oeste medindo cerca de 7 quilômetros quadrados de comprimento, o norte, 3,9 quilômetros quadrados, e o sul, 2,7 quilômetros quadrados. Toda a área foi cercada por uma trincheira de 3,5 metros de largura na fundação e 12 metros de largura na parte superior e escarpa de barro com proporções semelhantes – 12 metros de largura na fundação e 3,5 metros na parte superior. A cidade do interior mediu 740 metros ao norte e ao sul, 788 metros a oeste e 612 metros a leste. Era protegido por paredes de pedra de 10 metros de altura e 2,6 metros de espessura, construído com grandes blocos esculpidos. Havia quatro portões, cada um protegido por dois pares de torres quadrangulares. Os cantos eram protegidos por torres cilíndricas e havia torres pentágonos entre cada esquina e torre do portão. A cidade do interior abrigava o palácio de cã, os templos e as nobres residências. O complexo do palácio incluía banhos, piscina e sistema de aquecimento. Havia várias pousadas, além de inúmeras lojas e oficinas.
Os búlgaros também construíram fortes com residências, chamados auls, ou palácios fortificados, por autores bizantinos contemporâneos. Um exemplo desse tipo de construção é o Aul de Omurtague, mencionado na Inscrição Chatalar, que possui muitas semelhanças com Plisca, como a presença de banhos e o uso de técnicas monumentais de construção com grandes blocos de calcário esculpidos. Arqueólogos descobriram uma estátua de leão danificada que tinha originalmente 1 metros de altura e corresponde a esta descrição de uma inscrição: "No campo de Plisca ficando ele [Omurtague] fez uma quadra/acampamento (aulis) no [rio] Ticha… e habilmente ergueu uma ponte em Ticha junto com o acampamento [ele colocou] quatro colunas e acima das colunas que ele ergueu dois leões." O mesmo método de construção foi empregado em uma fortaleza na ilha danúbia de Păcuiul lui Soare (na Romênia moderna), onde o portão é semelhante em planos aos de Plisca, Preslava e do Aul de Omurtague. A fortaleza de Slon, uma importante conjuntura que ligava as minas de sal da Transilvânia com as terras ao sul do Danúbio, e construída da mesma forma, estava localizada mais ao norte, nas encostas sul das Montanhas Cárpatos.
A segunda capital, Preslava, cobriu uma área de 5 quilômetros quadrados em forma de pentágono irregular e, como Plisca, foi dividida em uma cidade interior e externa. A cidade experimentou um extenso programa de construção sob o comando de Simeão I, que pretendia rivalizar com Constantinopla. A cidade do interior continha dois palácios, referidos por arqueólogos como o Palácio Ocidental e o Salão do Trono, que estavam ligados. Poucos elementos da decoração sobreviveram – placas de mármore e duas colunas monolíticas de mármore verde que provavelmente cercaram o arco acima do trono. Todo o complexo era maior que o Palácio Plisca e foi cercado com o banho ao lado da parede sul. Uma estrada cerimonial coberta com placas de pedra ligava o portão norte e o complexo do palácio e formava uma praça espaçosa em frente a ela. A cidade externa abrigava propriedades, igrejas, mosteiros, oficinas e habitações. Ao lado do lado externo dos portões sul da cidade interior havia um grande edifício comercial com 18 quartos para comércio no primeiro andar e salas de acomodação no segundo. O plano mais comum dos edifícios monásticos comerciais, artesianos e residenciais era retangular, com o primeiro andar sendo utilizado para a produção, e o segundo – para viver. Alguns dos prédios tinham pisos de mármore ou cerâmica, e outros tinham varandas no segundo andar. Havia dois tipos de encanamento – feitos de alvenaria ou de tubos de argila que traziam água das montanhas para a cidade.

#### Sacro-arquitetura
Após a adoção do cristianismo em 864, a construção intensiva de igrejas e mosteiros começou em todo o Império. Muitos deles foram erguidos sobre os antigos templos pagãos. A nova arquitetura sacral alterou o aparecimento das cidades e fortalezas. Essa construção foi financiada não só pelo Estado, mas também por meio de doações dos ricos, conhecidos como ctetores. Entre os primeiros locais de culto a serem construídos após 864 foi a Grande Basílica de Plisca. Foi uma das maiores estruturas da época, assim como a igreja mais longa da Europa contemporânea, com uma forma retangular que chegava a 99 metros de comprimento. A basílica foi dividida em duas partes quase iguais – um átrio espaçoso e o edifício principal.
Durante o reinado de Simeão I, o tipo de edifício da igreja cruciforme foi introduzido e passou a dominar a arquitetura sacral do país. Preslava foi adornado com dezenas de igrejas e pelo menos oito mosteiros. As igrejas foram decoradas com cerâmica, elementos plásticos e uma variedade de formas decorativas. O principal exemplo da arquitetura eclesiástica da cidade é a esplêndida Igreja Redonda. Era uma rotunda de mmed com uma coluna de duas camadas no interior e um átrio murado com nichos e colunas. O estilo da igreja tinha sido influenciado pela arquitetura armênia, bizantina e carolíngia. Havia também uma série de monastérios das cavernas, como o Complexo das Cavernas de Murfatlar, onde escavações revelaram murais de relevo de pedra e inscrições em três alfabetos – glagolítico, cirílico e grego, bem como runas búlgaras.
Na região de Cutmichevitsa, a sudoeste, Clemente de Ocrida supervisionou a construção do Mosteiro de São Pantaleão e duas igrejas com "forma redonda e esférica" no final do século Ix Em 900, o Mosteiro de São Naum foi estabelecido às custas do "piedoso czar búlgaro Miguel-Bóris e seu filho Czar Simeão" às margens do Lago Ocrida, cerca de 30 quilômetros quadrados ao sul da cidade, como um grande centro literário. Outros edifícios importantes foram a Igreja de Santa Sophia, em Ocrida, e a Basílica de São Acélio, em uma ilha no Lago Prespa, com dimensões de 30 50 m, ambas modeladas após a Grande Basílica de Plisca. Essas igrejas tinham três naves e três macacos. Edifícios preservados daquele período que evidenciam a rica e assentada cultura búlgara na época incluem três pequenas igrejas datadas do final do século IX ou início do X em Costur e a igreja na vila de alemães (ambas na Grécia moderna).

### Arte
O monumento sobrevivente mais representativo é o Cavaleiro de Madara, um grande relevo esculpido encomendado por cã Tervel após seu triunfo em 705. É o único alívio desse tipo, não tendo paralelo na Europa. O relevo retrata uma composição de um cavaleiro, um leão e um cão a 23 metros acima do nível do solo em um penhasco quase vertical de 100 metros de altura do Planalto de Madara. Todas as figuras estão em movimento. O cavaleiro, de frente para a direita, está empurrando uma lança para o leão, deitado aos pés de seu cavalo, e à esquerda, o cão está correndo atrás do cavaleiro. A escultura da auréola e das roupas do cavaleiro, bem como o pássaro na frente do rosto do cavaleiro, são pouco reconhecíveis devido à erosão e às condições geralmente ruins do monumento. O Cavaleiro de Madara foi incluído na Lista do Patrimônio Mundial da UNESCO em 1979.
O significado e simbolismo da representação é incerto, bem como sua tradição de alvenaria real e fonte cultural. A origem do relevo está ligada à etnogênese búlgara – a cultura equestre seminômade da Estepe Eurasiana. O Cavaleiro de Madara se assemelha à tradição de relevo do Império Sassânida, no Irã. O herói-cavaleiro também é um personagem comum da mitologia turca-altaica e alânica. Acredita-se que o cavaleiro representa ou está relacionado com a diávola bulgar Tangra, enquanto o filólogo russo Vladimir Toporov o relacionou à deidade iraniana Mitra. Alguns consideraram um exemplo do cavaleiro trácio – um motivo recorrente de uma deidade na forma de um cavaleiro na mitologia paleo-balcanica.
Esculturas e esculturas de pedra foram bem desenvolvidas o suficiente para suprir a demanda por edifícios públicos e sacrais. Muitos exemplos de escultura de mármore foram escavados em Preslava. As decorações incluíram animais como grifos, coelhos e aves, bem como elementos vegetativos (na maioria das vezes palmettes e folhas de uva) e motivos geométricos. Havia também figuras de animais tridimensionais descobertas na igreja nº 1 em Preslava, incluindo cabeças de leões e leoas.

#### Cerámicas
As principais fontes de cerâmica búlgara orientada para uso doméstico são os necrópoles em Novi Pazar, Devenia e Varna. Os vasos foram feitos com uma roda de oleiro, ao contrário da prática eslava. Desde o século IX, fornos de dois andares foram usados para o ressar escoamento da cerâmica. A forma e a decoração da cerâmica búlgara primitiva era semelhante à encontrada no norte do Cáucaso, na Crimeia e nas margens do Mar de Azov. A crescente troca com o Império Bizantino após a adoção do cristianismo levou a um aumento nas formas e decorações da cerâmica búlgara que era sem precedentes no mundo eslavo.
Uma das características mais famosas da cultura Plisca-Preslava foi a decoração de palácios e igrejas com placas de cerâmica laqueadas, o que pode indicar uma influência do Oriente Próximo (árabe). Eles foram produzidos de argila branca, também conhecida como kaolin. No século X, as oficinas de cerâmica dentro e ao redor da Preslava produziram telhas cerâmicas de alta qualidade no chamado "estilo Preslava" que eram amplamente utilizadas em projetos monumentais de construção e também eram exportadas para o exterior. Muitos deles foram marcados com letras cirílicos ou glagolíticas na parte traseira. Arqueólogos descobriram telhas desse estilo em Quieve, mostrando influências búlgaras na Rússia de Quieve. As placas de cerâmica foram pintadas principalmente para incluir elementos geométricos ou vegetativos e às vezes pássaros. Alguns tinham representações da Virgem, santos e apóstolos, ambos em figuras completas, retratos e medalhões. Devido à destruição de Plisca e Preslava, apenas fragmentos e detalhes da decoração de cerâmica sobreviveram. Entre as mais notáveis está o bem preservado ícone de 20 telhas de São Teodoro, encontrado nas ruínas do Mosteiro de Patleina de São Pantaleão, nos arredores de Preslava, que foi o local de uma das oficinas. O uso extensivo da decoração cerâmica em Preslava e nas igrejas e mosteiros próximos provavelmente antecede seu uso generalizado em Constantinopla.

## Literatura

### Criação do sistema de escrita eslava
Embora Bóris I tivesse conseguido garantir uma Igreja autônoma, o alto clero e livros teológicos ainda estavam em grego, o que impediu seus esforços para converter a população à nova religião. Entre 860 e 863 os monges bizantinos Cirilo e Metódio criaram o alfabeto glagolitico, o primeiro alfabeto eslavo, por ordem do Imperador Bizantino, que pretendia converter a Grande Morávia ao cristianismo ortodoxo. A língua que eles usaram foi chamada por historiadores posteriores da Igreja Velha Eslava e foi baseada no dialeto eslavo local falado na região de Tessalônica, e por isso também é conhecido como antigo búlgaro. Em última análise, a missão dos irmãos de estabelecer liturgia eslava na Grande Morávia falhou. Em 886 seus discípulos Clemente, Naum e Ânário, que haviam sido banidos da Grande Morávia, chegaram à Bulgária e receberam uma calorosa recepção de Bóris I. Eles começaram a pregar na Bulgária e, assim, o trabalho da missão eslava de Cirilo e Metódico foi salvo.
O monarca búlgaro encomendou a criação de duas academias teológicas para serem chefiadas pelos discípulos onde eles estavam para instruir o futuro clero búlgaro no vernáculo búlgaro. Clemente foi enviado para a província sudoeste de Cutmichevitsa, na Macedônia, onde fundou a Escola Literária de Ocrida. Lá, ele educou 3.500 alunos entre 886 e 907. Naum estabeleceu a escola literária na capital Plisca, que se mudou mais tarde para a nova capital Preslava. Eventualmente, Naum também foi enviado para Ocrida. A justificativa para centralizar as atividades literárias longe da capital era que na época um arcebispo bizantino ainda residia em Plisca. No final do século IX ou início do X, o roteiro cirílico foi criado na Escola Literária Preslava. Foi baseado no alfabeto grego e incluiu 14 letras originais para sons que eram inexistentes em grego, fazendo um alfabeto de 38 letras. Nas décadas seguintes, o novo roteiro substituiu o alfabeto glagolitico na Bulgária e eventualmente se espalhou para todo o mundo eslavo ortodoxo oriental. Hoje, mais de 250 milhões de pessoas na Eurásia o usam como alfabeto oficial para suas línguas nacionais.

### Primária
- Колектив (Collective) (1960). Гръцки извори за българската история (ГИБИ), том III (Greek Sources about Bulgarian History (GIBI), volume III) (em búlgaro e grego). София (Sofia): Издателство на БАН (Bulgarian Academy of Sciences Press). Consultado em 17 de fevereiro de 2017
- Колектив (Collective) (1961). Гръцки извори за българската история (ГИБИ), том IV (Greek Sources about Bulgarian History (GIBI), volume IV) (em búlgaro e grego). София (Sofia): Издателство на БАН (Bulgarian Academy of Sciences Press). Consultado em 17 de fevereiro de 2017
- Колектив (Collective) (1964). Гръцки извори за българската история (ГИБИ), том V (Greek Sources about Bulgarian History (GIBI), volume V) (em búlgaro e grego). София (Sofia): Издателство на БАН (Bulgarian Academy of Sciences Press). Consultado em 17 de fevereiro de 2017
- Колектив (Collective) (1965). Гръцки извори за българската история (ГИБИ), том VI (Greek Sources about Bulgarian History (GIBI), volume VI) (em búlgaro e grego). София (Sofia): Издателство на БАН (Bulgarian Academy of Sciences Press). Consultado em 17 de fevereiro de 2017
- Колектив (Collective) (1965). Латински извори за българската история (ГИБИ), том III (Latin Sources about Bulgarian History (GIBI), volume III) (em búlgaro e latim). София (Sofia): Издателство на БАН (Bulgarian Academy of Sciences Press). Consultado em 17 de fevereiro de 2017

### Secundária
- Андреев (Andreev), Йордан (Jordan); Лалков (Lalkov), Милчо (Milcho) (1996). Българските ханове и царе (The Bulgarian cãs and Tsars) (em búlgaro). Велико Търново (Veliko Tarnovo): Абагар (Abagar). ISBN 954-427-216-X
- Андреев (Andreev), Йордан (Jordan); Лазаров (Lazarov), Иван (Ivan); Павлов (Pavlov), Пламен (Plamen) (1999). Кой кой е в средновековна България [Who is Who in Medieval Bulgaria] (em búlgaro). [S.l.]: Петър Берон (Petar Beron). ISBN 978-954-402-047-7
- Ангелов (Angelov), Димитър (Dimitar) (1971). Образуване на българската народност (Formation of the Bulgarian Nationality) (em búlgaro). София (Sofia): Наука и изкуство (Nauka i izkustvo)
- Ангелов (Angelov), Димитър (Dimitar); Божилов (Bojilov), Иван (Ivan); Ваклинов (Vaklinov), Станчо (Stancho); Гюзелев (Gyuzelev), Васил (Vasil); Куев (Kuev), Кую (kuyu); Петров (Petrov), Петър (Petar); Примов (Primov), Борислав (Borislav); Тъпкова (Tapkova), Василка (Vasilka); Цанокова (Tsankova), Геновева (Genoveva) (1981). История на България. Том II. Първа българска държава [History of Bulgaria. Volume II. First Bulgarian State] (em búlgaro). и колектив. София (Sofia): Издателство на БАН (Bulgarian Academy of Sciences Press)
- Бакалов (Bakalov), Георги (Georgi); Ангелов (Angelov), Петър (Petar); Павлов (Pavlov), Пламен (Plamen); Коев (Koev), Тотю (Totyu); Александров (Aleksandrov), Емил (Emil) (2003). История на българите от древността до края на XVI век (History of the Bulgarians from Antiquity to the end of the XVI century) (em búlgaro). и колектив. София (Sofia): Знание (Znanie). ISBN 954-621-186-9
- Бакалов (Bakalov), Георги (Georgi); Куманов (Kumanov), Милен (Milen) (2003). History of Bulgaria (em búlgaro). София (Sofia): Труд (Trud), Сирма (Sirma). ISBN 954528613X
- Бешевлиев (Beshevliev), Веселин (Veselin) (1992) [1985]. Първобългарски надписи (First Bulgarian Inscriptions) (em búlgaro) 2 ed. София (Sofia): Издателство на Българската академия на науките (Bulgarian Academy of Sciences Press)
- Biliarsky, Ivan (2011). Word and Power in Mediaeval Bulgaria. Leiden, Boston: Brill. ISBN 9789004191457
- Божилов (Bojilov), Иван (Ivan); Гюзелев (Gyuzelev), Васил (Vasil) (1999). История на средновековна България VII–XIV век (History of Medieval Bulgaria VII–XIV centuries) (em búlgaro). София (Sofia): Анубис (Anubis). ISBN 954-426-204-0
- Curta, Florin (2008). The other Europe in the Middle Ages: Avars, Bulgars, Khazars, and Cumans. [S.l.]: BRILL. ISBN 978-90-04-16389-8
- Fine, J. (1991). The Early Medieval Balkans, A Critical Survey from the Sixth to the Late Twelfth Century. [S.l.]: University of Michigan Press. ISBN 0-472-08149-7
- Paul Fouracre, ed. (2005). New Cambridge Medieval History, Volume 1: c.500–c.700. [S.l.]: Cambridge University Press. ISBN 978-0-521-36291-7
- Rosamond McKitterick, ed. (1995). New Cambridge Medieval History, Volume 2: c.700–c.900. [S.l.]: Cambridge University Press. ISBN 978-0-521-36292-4
- Golden, Peter Benjamin (1992). An introduction to the History of the Turkic Peoples: Ethnogenesis and State Formation in Medieval and Early Modern Eurasia and the Middle East. Wiesbaden: Harrassowitz Verlag. ISBN 9783447032742
- Gregory, Timothy E. (2005). A History of Byzantium. [S.l.]: Blackwell Publishing. ISBN 0-631-23513-2
- Haldon, John (1999). Warfare, State and Society in the Byzantine World, 565–1204. [S.l.]: University College London Press. ISBN 0-203-55922-3
- Kajdan, A.; collective (1991). The Oxford Dictionary of Byzantium. New York, Oxford: Oxford University Press. ISBN 0-19-504652-8
- Коледаров (Koledarov), Петър (Petar) (1979). Политическа география на средновековната Българска държава, част 1 (681–1018) (Political Geography of the Medieval Bulgarian State, Part I. From 681 to 1018) (em búlgaro). София (Sofia): Издателство на БАН (Bulgarian Academy of Sciences Press)
- Obolensky, Dimitri (1974) [1971]. The Byzantine Commonwealth: Eastern Europe, 500-1453. London: Cardinal
- Runciman, Steven (1930). «The Two Eagles». A History of the First Bulgarian Empire. London: George Bell & Sons. OCLC 832687. Consultado em 13 de março de 2016
- Runciman, Steven (1988) [1929]. The Emperor Romanus Lecapenus and His Reign: A Study of Tenth-Century Byzantium. Cambridge: Cambridge University Press. ISBN 0-521-35722-5
- Sophoulis, Panos (2011). Byzantium and Bulgaria, 775-831. [S.l.]: Brill. ISBN 9789004206960
- Stephenson, Paul (2004). Byzantium's Balkan Frontier. A Political Study of the Northern Balkans, 900–1204. [S.l.]: Cambridge University Press. ISBN 0-511-03402-4
- Цанев (Tsanev), Стефан (Stefan) (2006). Български хроники (Bulgarian Chronicles) (em búlgaro). София (Sofia), Пловдив (Plovdiv): Труд (Trud), Жанет 45 (Janet 45). ISBN 954-528-610-5
- Whittow, Mark (1996). The Making of Byzantium (600–1025). Los Angeles: University of California Press. ISBN 0-520-20497-2
- Златарски (Zlatarski), Васил (Vasil) (1970) [1918]. История на българската държава през средните векове. Том I. История на Първото българско царство. Част І. (History of the Bulgarian state in the Middle Ages. Volume I. History of the First Bulgarian Empire. Part I.) (em búlgaro) 2 ed. София (Sofia): Наука и изкуство (Nauka i izkustvo). OCLC 67080314
- Златарски (Zlatarski), Васил (Vasil) (1972) [1927]. История на българската държава през средните векове. Том I. История на Първото българско царство. Част ІІ. (History of the Bulgarian state in the Middle Ages. Volume I. History of the First Bulgarian Empire. Part II) (em búlgaro) 2 ed. София (Sofia): Наука и изкуство (Nauka i izkustvo). OCLC 67080314